# 大米爾斯
大米爾斯（英語：Great Mills，或譯大磨坊）是一个位于美国马里兰州圣玛丽斯县的非建制地区。大米爾斯高中位於該地境內。该地区是马里兰州最古老的几个农作区之一，也是北美最早使用英语的区域之一。